# Santiago Phillips
Santiago Phillips (o Philips) fue un médico inglés que sirvió como cirujano naval en la Armada Argentina durante la guerra del Brasil.

## Biografía
Phillips se especializó como médico de a bordo en la armada de su país. Emigró luego a América donde brindó sus servicios al almirante Thomas Cochrane.

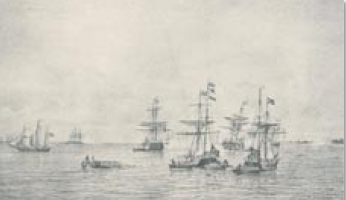
Batalla de Monte Santiago.

Iniciada la guerra con el Imperio del Brasil en 1827 Phillips arribó a la ciudad de Buenos Aires a bordo de la Chacabuco y fue contratado por el gobierno de la República Argentina para prestar servicio como médico cirujano a bordo del bergantín Independencia.
Phillips fue uno de los 69 prisioneros tomados por los brasileros en la sangrienta batalla de Monte Santiago (7 y 8 de abril de 1827). Permaneció con sus compañeros internado en la Isla da Cobras, en Río de Janeiro, hasta el fin del conflicto. Sin embargo, los padecimientos de su prisión lo llevaron a quitarse la vida ingiriendo una fuerte dosis de opio días después de su libertad, el 28 de agosto de 1828.